# Modulo lunare LK

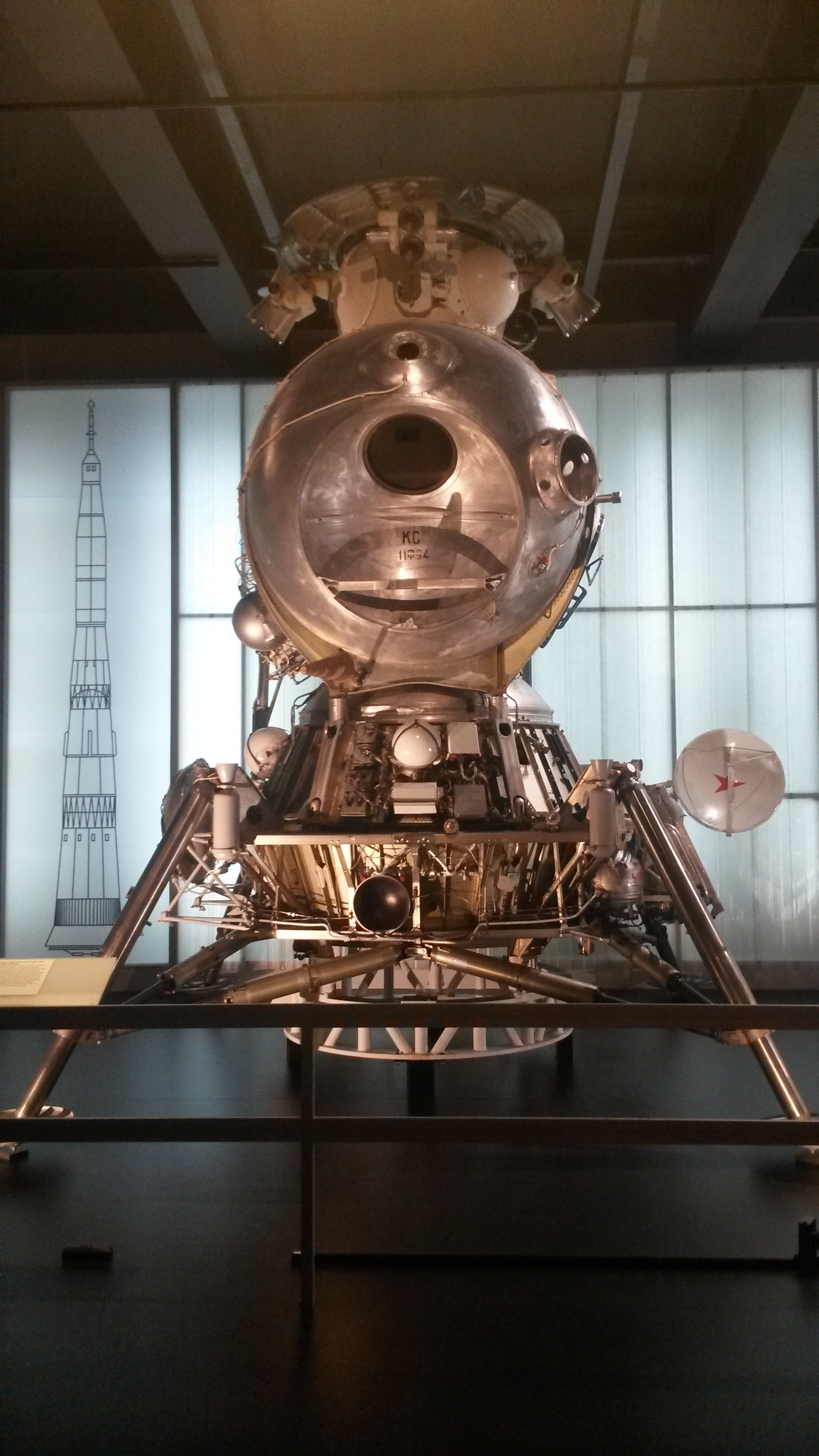
Il modulo lunare sovietico LK-3 al Museo della Scienza di Londra (2016)

Il modulo lunare LK' (in russo Лунный корабль?, Lunnyj Korabl) era il lander che doveva permettere lo sbarco umano sulla Luna da parte dell'Unione Sovietica. Fu progettato da un team diretto da Michail Kuz'mič Jangel'. Data la minore potenza del razzo vettore sovietico N1 rispetto al Saturn V statunitense, il modulo lunare LK era più piccolo del Modulo Lunare Apollo ed avrebbe consentito lo sbarco di un solo cosmonauta, anziché di due come nel caso degli statunitensi. A differenza del modulo lunare statunitense, non ci sarebbe stato un tunnel di collegamento con l'astronave madre (una Sojuz modificata denominata 7K-LOK), per cui il cosmonauta avrebbe dovuto effettuare un'attività extraveicolare per trasferirsi dalla Sojuz nel modulo lunare.
Il progetto di sbarco sulla Luna prevedeva che il modulo LK si sarebbe staccato dalla Sojuz spinto da un apposito modulo di servizio chiamato Blok-D, che avrebbe portato il modulo lunare a 4 km dal suolo; a questo punto il Blok-D sarebbe stato sganciato e il modulo LK sarebbe atterrato sulla Luna con l'ausilio dei suoi motori (denominati Blok-E), poggiando sulla superficie lunare con quattro zampe. Alla fine della missione sarebbe ripartito lasciando sulla Luna la parte inferiore, utilizzata quale rampa di lancio, e avrebbe raggiunto un'orbita selenocentrica, dove si sarebbe riagganciato con la Sojuz. Lo stesso motore (Blok-E) sarebbe quindi stato usato sia per l'allunaggio che per la successiva ripartenza, altra differenza con il modulo lunare statunitense, per ovviare a possibili malfunzionamenti si era anche ipotizzato di far atterrare nei pressi, in precedenza, un secondo modulo, lanciato separatamente, che fungesse da riserva. Dopo il ritorno del cosmonauta sull'astronave madre, mediante un'ulteriore attività extraveicolare, il modulo LK sarebbe stato quindi sganciato e abbandonato.
Il modulo lunare LK fu collaudato con successo in orbita terrestre tra il 1970 e il 1971, ma non andò mai sulla Luna perché la progettata missione sovietica fu cancellata per il fallimento del razzo N1.
Almeno cinque esemplari di modulo LK sono tuttora esistenti, conservati in vari musei russi.

## Nella cultura di massa
Il modulo appare nel film horror del 2011 Apollo 18 diretto da Gonzalo López-Gallego.
Uno dei moduli LK è temporaneamente esposto a Disneyland Paris.